# Ивановский, Николай Павлович
Никола́й Па́влович Ивано́вский (наст. фамилия Иванов; 21 июля [2 августа] 1893 года, Санкт-Петербург — 28 ноября 1961, Ленинград) — артист балета и педагог, артист Мариинского театра в 1911—1942 годах (с перерывами), педагог и художественный руководитель Ленинградского хореографического училища в 1940—1961 годах (с перерывами), руководитель отделения педагогов танца Ленинградской консерватории (1946—1961).
Основоположник современной методики преподавания историко-бытового танца в России, автор учебника «Бальный танец XVI—XIX веков» (1948). Профессор (1956), Заслуженный деятель искусств РСФСР (1959).

## Биография
Окончил Санкт-Петербургское театральное училище в 1911 году по классу Михаила Фокина, после чего был принят в балетную труппу Мариинского театра, где танцевал с небольшими перерывами вплоть до 1942 года. В 1912—1914 годах участвовал в «Русских сезонах» Дягилева, в 1914—1915 годах работал в Петроградском театре миниатюр А. М. Фокина.
В основном исполнял характерные танцы и пантомимные партии. Участвовал в премьере «Танцсимфонии» Фёдора Лопухова (1923). Сезон 1930/1931 года танцевал в Тбилиси, в Театре им. Палиашвили.
В 1925—1928 и 1935—1940 годах преподавал историко-бытовой танец в родном балетном училище, в 1940—1952 и 1954—1961 годах был его художественным руководителем. Также с 1946 года и до своей смерти в 1961 году руководил отделением педагогов танца Ленинградской консерватории (с 1953 года доцент, с 1956 — профессор).
Николай Ивановский — основоположник методики преподавания историко-бытового танца, ставшей общепринятой в хореографических училищах СССР, а впоследствии и России. Занимался расшифровкой и реставрацией старинных исторических танцев. Автор книги «Бальный танец XVI—XIX веков» (1948) и статей.
Одним из первых среди артистов балета получил звание доцента. Похоронен на Большеохтинском кладбище.

## Репертуар
Мариинский театр (ГАТОБ)
- па-де-труа I акта и испанский танец, «Лебединое озеро»
- Эвсебий, «Карнавал»
- Марк Антоний, «Египетские ночи»
- Данило, «Конёк-Горбунок»
- Фаворит, «Крепостная балерина»
- Панталоне, «Пульчинелла»
- Бирбанто, «Корсар»
- Тореадор и Эспада, «Дон Кихот»
- Дезире, «Спящая красавица»

## Награды и звания
- 1959 — Заслуженный деятель искусств РСФСР